# Heleonaucoris
Heleonaucoris is een geslacht van wantsen uit de familie van de Naucoridae (Zwemwantsen). Het geslacht werd voor het eerst wetenschappelijk beschreven door Popov in 1971.

## Soorten
Het genus bevat de volgende soort:

- Heleonaucoris maculipennis Popov, 1971